# Historia en dos aldeas
Historia en dos aldeas (a veces citada como Historia de dos aldeas) es una película española de drama estrenada en 1951, dirigida por Antonio del Amo y protagonizada en los papeles principales por Nani Fernández, Carlos Muñoz y Manolo Morán.

## Sinopsis
Dos emigrantes, Pachín y Fuco (asturiano y gallego respectivamente), dueños de restaurantes rivales, regresan a España desde Cuba por asuntos familiares de Pachín. Éste fallece en el viaje pero, antes de morir, le suplica a Fuco que ayude a su hija.

## Reparto
- Nani Fernández
- Carlos Muñoz
- Manolo Morán
- José Bódalo
- Porfiria Sanchiz
- Lina Rosales
- Juanita Mansó
- Manuel Arbó
- Manuel Requena
- Xan das Bolas
- Arturo Marín